# TV Möhlin
Der TV Möhlin ist ein im Fricktal beheimateter Handballverein und ist Mitglied des Schweizerischen Handballverbands. Der Verein wurde im Jahr 1893 gegründet und verfügt über mehrere Damen-, Herren- und Juniorenteams. Die Vereinsfarben sind Rot und Gelb.
Das Herrenteam war acht Spielzeiten in der höchsten Schweizer Spielklasse, der Nationalliga A, vertreten. Zurzeit spielt das Team in der Nationalliga B. In der Ewigen Tabelle der SHL belegt Möhlin Rang 14.

## Vereinsgeschichte
Der Verein wurde 1893 gegründet. In den ersten Jahren stand die Gemeinschaft an erster Stelle. Es wurden Turnfeste mit teils mässigem Erfolg besucht. Trotz dem Krieg stieg die Zahl der Mitglieder kontinuierlich an, im Jahre 1968 zählte der Verein 370 Mitglieder. Langsam, aber sicher stand immer mehr das Handballspiel im Vordergrund. In der Steinli-Halle wurden Länderspiele durchgeführt. Im Jahre 1983 kommt man sogar ins Guinness-Buch der Rekorde: 18 Stunden Handball-Marathon in der Steinli-Halle.
1986 der bisher grösste Erfolg: der TV Möhlin wurde Nationalliga-B-Meister und stieg somit in die höchste Spielklasse der Schweiz auf. Im darauffolgenden Jahr folgte der Abstieg. Auch die Junioren brillieren bis heute immer wieder. 1993, hundert Jahre nach der Vereinsgründung, zählte der Verein 525 Mitglieder. Im Jahr 2004 stieg der Verein in die 1. Liga ab, nun setzte man ganz auf regionale Spieler.
In der Saison 2011/12 schaffte der TV Möhlin mit dem Trainer Wolfgang Böhme und mit Marcus Hock den Wiederaufstieg und spielt somit seit der Saison 2012/13 wieder in der Nationalliga B.